# Callosciurus quinquestriatus
Callosciurus quinquestriatus är en däggdjursart som först beskrevs av Anderson 1871. Den ingår i släktet praktekorrar och familjen ekorrar. IUCN kategoriserar arten globalt som nära hotad, och populationen minskar. De exakta orsakerna är emellertid inte kända.

## Underarter
Catalogue of Life och Wilson & Reeder (2005) skiljer mellan två underarter:
- Callosciurus quinquestriatus quinquestriatus (Anderson, 1871)
- Callosciurus quinquestriatus imarius Thomas, 1926

## Beskrivning
En praktekorre med spräckligt brun, agoutifärgad päls på ovansidan, ofta med en tydlig, rödaktig komponent. Undersidan är vit, med två svarta streck på varje sida, och ett svart längsstreck på mitten av magen. Kroppslängden varierar mellan 21 och 24 cm, ej inräknat den omkring 16 cm långa svansen.

## Utbredning
Denna praktekorre förekommer i västra delen av den kinesiska provinsen Yunnan och den angränsande delen av nordöstra Myanmar.

## Ekologi
Arten förekommer främst i städsegröna bergsskogar över omkring 1 000 meter men kan även leva i lågläntare områden. Arten är dagaktiv och lever i trädkronorna.
Individerna lever ensamma eller i mindre familjegrupper. De bygger bon av kvistar som de placerar på de yttre grenarna på mindre träd. Födan består av växtdelar och förhållandevis mycket insekter.